# 正交矩阵
在矩阵论中，正交矩阵（英語：orthogonal matrix），又稱直交矩陣，是一個方块矩阵{\displaystyle Q}，其元素為实数，而且行向量與列向量皆為正交的单位向量，使得該矩陣的转置矩阵為其逆矩阵：
{\displaystyle Q^{T}=Q^{-1}\Leftrightarrow Q^{T}Q=QQ^{T}=I.\,\!}
其中，{\displaystyle I}為單位矩陣。正交矩陣的行列式值必定為{\displaystyle +1}或{\displaystyle -1}，因為：
{\displaystyle 1=det(I)=det(Q^{T}Q)=det(Q^{T})det(Q)=(det(Q))^{2}\Rightarrow det(Q)=\pm 1}
以下是一些重要的性質：
- 作為一個线性映射（变换矩阵），正交矩陣保持距離不變，所以它是一個保距映射，具體例子為旋转與鏡射。
- 行列式值为+1的正交矩阵，稱為特殊正交矩阵，它是一個旋转矩阵。
- 行列式值为-1的正交矩阵，稱為瑕旋轉矩陣。瑕旋轉是旋轉加上鏡射。鏡射也是一種瑕旋轉。
- 所有{\displaystyle n\times n}的正交矩陣對矩陣乘法形成一個群{\displaystyle O(n)}，稱為正交群。亦即，正交矩陣與正交矩陣的乘積也是一個正交矩陣。
- 所有特殊正交矩阵對矩陣乘法形成一個子群{\displaystyle SO(n)}，稱為特殊正交群。亦即，旋转矩阵與旋转矩阵的乘積也是一個旋转矩阵。

## 概述
正交矩阵是实数特殊化的酉矩阵，因此总是正规矩阵。尽管我们在这里只考虑实数矩阵，这个定义可用于其元素来自任何域的矩阵。正交矩阵毕竟是从内积自然引出的，对于复数的矩阵这导致了归一要求。
要看出与内积的联系，考虑在n维实数内积空间中的关于正交基写出的向量v。v的长度的平方是vTv。如果矩阵形式为Qv的线性变换保持了向量长度，则
{\displaystyle {\mathbf {v} }^{T}{\mathbf {v} }=(Q{\mathbf {v} })^{T}(Q{\mathbf {v} })={\mathbf {v} }^{T}Q^{T}Q{\mathbf {v} }}。
所以有限维线性等距同构，比如旋转、反射和它们的组合，都产生正交矩阵。反过来也成立：正交矩阵蕴涵了正交变换。但是，线性代数包括了在既不是有限维的也不是同样维度的空间之间的正交变换，它们没有等价的正交矩阵。
有多种原由使正交矩阵对理论和实践是重要的。n×n正交矩阵形成了一个群，即指示为O（n）的正交群，它和它的子群广泛的用在数学和物理科学中。例如，分子的点群是O（3）的子群。因为浮点版本的正交矩阵有有利的性质，它们是字数值线性代数中很多算法比如QR分解的关键，通过适当的规范化，离散余弦变换（用于MP3压缩）可用正交矩阵表示。

## 例子
下面是一些小正交矩阵的例子和可能的解释。
- {\displaystyle {\begin{bmatrix}1&0\\0&1\\\end{bmatrix}}}  恒等变换。
- {\displaystyle {\begin{bmatrix}0.96&-0.28\\0.28&\;\;\,0.96\\\end{bmatrix}}}旋转16.26°。

- {\displaystyle {\begin{bmatrix}1&0\\0&-1\\\end{bmatrix}}}针对x轴反射。

- {\displaystyle {\begin{bmatrix}0&-0.80&-0.60\\0.80&-0.36&\;\;\,0.48\\0.60&\;\;\,0.48&-0.64\end{bmatrix}}}旋转反演（rotoinversion）:轴 (0,-3/5,4/5)，角度90°。

- {\displaystyle {\begin{bmatrix}0&0&0&1\\0&0&1&0\\1&0&0&0\\0&1&0&0\end{bmatrix}}}置换坐标轴。

- {\displaystyle {\begin{bmatrix}\cos(\alpha )\cos(\gamma )-\sin(\alpha )\sin(\beta )\sin(\gamma )&-\sin(\alpha )\cos(\beta )&-\cos(\alpha )\sin(\gamma )-\sin(\alpha )\sin(\beta )\cos(\gamma )\\\cos(\alpha )\sin(\beta )\sin(\gamma )+\sin(\alpha )\cos(\gamma )&\cos(\alpha )\cos(\beta )&\cos(\alpha )\sin(\beta )\cos(\gamma )-\sin(\alpha )\sin(\gamma )\\\cos(\beta )\sin(\gamma )&-\sin(\beta )&\cos(\beta )\cos(\gamma )\end{bmatrix}}}

## 基本构造

### 低维度
最简单的正交矩阵是1×1矩阵[1]和[−1]，它们可分别解释为恒等和实数线针对原点的反射。
如下形式的2×2矩阵
{\displaystyle {\begin{bmatrix}p&t\\q&u\end{bmatrix}},}
它的正交性要求满足三个方程
| {\displaystyle 1=p^{2}+t^{2}\,\!,} |
| {\displaystyle 1=q^{2}+u^{2}\,\!,} |
| {\displaystyle 0=pq+tu\,\!}。      |
在考虑第一个方程时，不丢失一般性而设p = cos θ, q = sin θ；因此要么t = −q, u = p要么t = q, u = −p。我们可以解释第一种情况为旋转θ（θ = 0是单位矩阵），第二个解释为针对在角θ/2的直线的反射。
{\displaystyle {\begin{bmatrix}\cos \theta &-\sin \theta \\\sin \theta &\cos \theta \\\end{bmatrix}}}旋转{\displaystyle {\begin{bmatrix}\cos \theta &\sin \theta \\\sin \theta &-\cos \theta \\\end{bmatrix}}}內射
在45°的反射对换x和y；它是置换矩阵，在每列和每行带有一个单一的1（其他都是0）：
{\displaystyle {\begin{bmatrix}0&1\\1&0\end{bmatrix}}}。
单位矩阵也是置换矩阵。
反射是它自己的逆，这蕴涵了反射矩阵是对称的（等于它的转置矩阵）也是正交的。两个旋转矩阵的积是一个旋转矩阵，两个內射矩阵的积也是旋转矩阵。

### 更高维度
不管维度，总是可能把正交矩阵按纯旋转与否来分类，但是对于3×3矩阵和更高维度矩阵要比反射复杂多了。例如，
{\displaystyle {\begin{bmatrix}-1&0&0\\0&-1&0\\0&0&-1\end{bmatrix}}}和{\displaystyle {\begin{bmatrix}0&-1&0\\1&0&0\\0&0&-1\end{bmatrix}}}
表示通过原点的反演和关于z轴的旋转反演（逆时针旋转90°后针对x-y平面反射，或逆时针旋转270°后对原点反演）。
旋转也变得更加复杂；它们不再由一个角来刻画，并可能影响多于一个平面子空间。尽管经常以一个轴和角来描述3×3旋转矩阵，在这个维度旋转轴的存在是偶然的性质而不适用于其他维度。
但是，我们有了一般适用的基本建造板块如置换、反射、和旋转。

### 基本变换
最基本的置换是换位（transposition），通过交换单位矩阵的两行得到。任何n×n置换矩阵都可以构造为最多n−1次换位的积。构造自非零向量v的Householder反射为
{\displaystyle Q=I-2{{\mathbf {v} }{\mathbf {v} }^{T} \over {\mathbf {v} }^{T}{\mathbf {v} }}}。
这裡的分子是对称矩阵，而分母是v的平方量的一个数。这是在垂直于v的超平面上的反射（取负平行于v任何向量分量）。如果v是单位向量，则Q = I−2vvT就足够了。Householder反射典型的用于同时置零一列的较低部分。任何n×n正交矩阵都可以构造为最多n次这种反射的积。
Givens旋转作用于由两个坐标轴所生成的二维（平面）子空间上，按选定角度旋转。它典型的用来置零一个单一的次对角线元素（subdiagonal entry）。任何n×n的旋转矩阵都可以构造为最多n(n−1)/2次这种旋转的积。在3x3矩阵的情况下，三个这种旋转就足够了；并且通过固定这个序列，我们可以用经常叫做欧拉角的三个角来（尽管不唯一）描述所有3×3旋转矩阵。
雅可比旋转有同Givens旋转一样的形式，但是被用做相似变换，选择来置零2×2子矩阵的两个远离对角元素（off-diagonal entry）。

## 性质

### 矩阵性质
实数方块矩阵是正交的，当且仅当它的列形成了带有普通欧几里得点积的欧几里得空间Rn的正交规范基，它为真当且仅当它的行形成Rn的正交规范基。假设带有正交（非正交规范）列的矩阵叫正交矩阵可能是诱人的，但是这种矩阵没有特殊价值而没有特殊名字；他们只是MTM = D，D是对角矩阵。
任何正交矩阵的行列式是 +1或−1。这可从关于行列式的如下基本事实得出：
{\displaystyle 1=\det(I)=\det(Q^{T}Q)=\det(Q^{T})\det(Q)=(\det(Q))^{2}\,\!}。
逆敘述不真；有 +1行列式不保证正交性，即使带有正交列，可由下列反例证实。
{\displaystyle {\begin{bmatrix}2&0\\0&{\frac {1}{2}}\end{bmatrix}}}
对于置换矩阵，行列式是 +1还是−1匹配置换是偶还是奇的标志，行列式是行的交替函数。
比行列式限制更强的是正交矩阵总可以是在复数上可对角化来展示特征值的完全的集合，它们全都必须有（复数的模长）绝对值1。

### 群性质
正交矩阵的逆是正交的，两个正交矩阵的积是正交的。事实上，所有n×n正交矩阵的集合满足群的所有公理。它是n(n−1)/2维的紧致李群，叫做正交群并指示为O(n)｡
行列式为 +1的正交矩阵形成了路径连通的子群指標为2的O(n)正规子群，叫做旋转的特殊正交群SO(n)。商群O(n)/SO(n)同构于O(1)，带有依据行列式选择[+1]或[−1]的投影映射。带有行列式−1的正交矩阵不包括单位矩阵，所以不形成子群而只是陪集；它也是（分离的）连通的。所以每个正交群被分为两个部分；因为投影映射分裂，O(n)是SO(n)与O(1)的半直积。用实用术语说，一个相当的陈述是任何正交矩阵可以通过采用一个旋转矩阵并可能取负它的一列来生成，如我们在2×2矩阵中看到的。如果n是奇数，则半直积实际上是直积，任何正交矩阵可以通过采用一个旋转矩阵并可能取负它的所有列来生成。
现在考虑 (n+1)×(n+1)右底元素等于1的正交矩阵。最后一列（和最后一行）的余下元素必须是零，而任何两个这种矩阵的积有同样的形式。余下的矩阵是n×n正交矩阵；因此O(n)是O(n+1)（和所有更高维群）的子群。
{\displaystyle {\begin{bmatrix}&&&0\\&O(n)&&\vdots \\&&&0\\0&\cdots &0&1\end{bmatrix}}}
因为Householder正交矩阵形式的基本反射可把任何正交矩阵简约成这种约束形式，一系列的这种反射可以把任何正交矩阵变回单位矩阵；因此正交群是反射群。最后一列可以被固定为任何单位向量，并且每种选择给出不同的O(n)在O(n+1)中的复本；以这种方式O(n+1)是在单位球Sn与纤维O(n)上的丛。
类似的，SO(n)是SO(n+1)的子群；任何特定正交矩阵可以使用类似过程通过Givens平面旋转来生成。丛结构持续：SO(n)↪ SO(n+1) → Sn。一个单一旋转可以在最后一列的第一行生成一个零，而n−1次旋转序列将置零n×n旋转矩阵的除了最后一列的最后一行的所有元素。因为平面是固定的，每次旋转只有一个自由度，就是它的角度。通过归纳，SO(n)因此有
{\displaystyle (n-1)+(n-2)+\cdots +1=n(n-1)/2}
自由度，O(n)也是。
置换矩阵简单一些；它们不形成李群，只是一个有限群，n!次对称群Sn。通过同类的讨论，Sn是Sn+1的子群。偶置换生成行列式 +1的置换矩阵的子群，n!/2次交错群。

### 规范形式
更广泛的说，任何正交矩阵的效果分离到在正交二维空间上的独立动作。就是说，如果Q是狭义正交的，则你可以找到（旋转）改变基的一个正交矩阵P，把Q带回到分块对角形式：
{\displaystyle P^{T}QP={\begin{bmatrix}R_{1}&&\\&\ddots &\\&&R_{k}\end{bmatrix}}}（n偶数），{\displaystyle P^{T}QP={\begin{bmatrix}R_{1}&&&\\&\ddots &&\\&&R_{k}&\\&&&1\end{bmatrix}}}（n奇数）。
这裡的矩阵R1,...,Rk是2×2旋转矩阵，而余下的元素是零。作为例外，一个旋转块可以是对角的，±I。因此如果需要的话取负一列，并注意2×2反射可对角化为+1和−1，任何正交矩阵可变为如下形式
{\displaystyle P^{T}QP={\begin{bmatrix}{\begin{matrix}R_{1}&&\\&\ddots &\\&&R_{k}\end{matrix}}&0\\0&{\begin{matrix}\pm 1&&\\&\ddots &\\&&\pm 1\end{matrix}}\\\end{bmatrix}}},
矩阵R1,...,Rk给出位于复平面中单位圆上的特征值的共轭对；所以这个分解复合确定所有带有绝对值1的特征值。如果n是奇数，至少有一个实数特征值+1或−1；对于3×3旋转，关联着+1的特征向量是旋转轴。

## 数值线性代数

### 优点
数值分析自然的利用了正交矩阵的很多数值线性代数的性质。例如，经常需要计算空间的正交基，或基的正交变更；二者都采用了正交矩阵的形式。有行列式±1和所有模为1的特征值是对数值稳定性非常有利的。一个蕴涵是条件数为1（这是极小的），所以在乘以正交矩阵的时候错误不放大。很多算法为此使用正交矩阵如Householder反射和Givens旋转。有帮助的不只是正交矩阵是可逆的，还有它的逆矩阵本质上是免花费的，只需要对换索引（下标）。
置换是很多算法成功的根本，包括有局部定支点（partial pivoting）的运算繁重的高斯消去法（这裡的置换用来定支点）。但是它们很少明显作为矩阵出现；它们的特殊形式允许更有限的表示，比如n个索引的列表。
同样的，使用Householder和Givens矩阵的算法典型的使用特殊方法的乘法和存储。例如，Givens旋转只影响它所乘的矩阵的两行，替代完全的n3次的矩阵乘法为更有效的n次运算。在使用这些反射和旋转向矩阵介入零的时候，腾出的空间足够存储充足的数据来重生成这个变换。

### 分解
一些重要的矩阵分解（Golub & Van Loan, 1996）涉及到了正交矩阵，包括：
QR分解：M = QR, Q正交，R上三角。
奇异值分解：M = UΣVT, U和V正交，Σ非负对角。
谱分解：S = QΛQT, S对称，Q正交，Λ对角。
极分解：M = QS, Q正交，S对称半正定。